# Diego Ramírez (otočje)
Otočje Diego Ramírez (špa. Islas Diego Ramírez) je mala skupina čileanskih subantarktičkih otoka smještenih na najjužnijem kraju Južne Amerike.

## Povijest
Otoke je 12. veljače 1619. uočila španjolska ekspedicija Garcie de Nodala, a ime su dobili po kozmografu ekspedicije, Diegu Ramírezu de Arellanu. Navodeni su kao najjužnija kopnena masa iscrtana u to vrijeme i zadržali su tu titulu 156 godina, sve do otkrića otočja Južni Sandwich 1775. godine.
Godine 1892. čileanska vlada iznajmila je otoke Pedru Pablu Benavidesu za ribolov, pod uvjetom da se izgrade svjetionik, luka i škola.
Čileanska mornarica uspostavila je 1957. meteorološku postaju iznad Calete Condell, male uvale na sjeveroistočnoj strani otoka Gonzalo (Isla Gonzalo Island), i opskrbljuje je nekoliko puta godišnje. Ovo je najjužnije naseljeno mjesto izvan Antarktike. Sljedeća najjužnija naseljena ispostava je svjetionik Cape Horn. Kruzeri povremeno prolaze na putu do i od Antarktike.

## Geografija
Otočje se nalazi oko 105 km zapadno-jugozapadno od rta Horn i 93 km jugo-jugoistočno od otočja Ildefonso, proteže se 8 km u smjeru sjever-jug. Podijeljeni su na manju sjevernu skupinu sa šest otočića i veću južnu skupinu, odvojenu prolazom širokim 3 km. Dva najveća otoka, Isla Bartolomé i Isla Gonzalo, nalaze se u južnoj skupini. Otočić Águila (Islote Águila), najjužnije kopno u skupini, nalazi se na geografskoj širini od 56°32'9"S. Leže oko 350 km sjeverno od Sars Banka, podvodne planine koja je nekada možda bila otok.
- Pogled na otočje Diego Ramirez
- Čileanska postaja na otoku Gonzalo, sa svjetionikom vidljivim na najvišoj točki otoka

### Otoci
Podaci o području preuzeti su iz USGS-a, osim ako nije drugačije navedeno. 
| Otok               | Površina (ha) | Skupina  |
| ------------------ | ------------- | -------- |
| Isla Bartolomé     | 119,4         | južna    |
| Isla Gonzalo       | 39,6          | južna    |
| Islote Santander   | 2.9           | južna    |
| Otočić Águila      | 2.4           | južna    |
| Islotes Torres     | 2.4           | južna    |
| Islote Nahuel      | 2.0           | južna    |
| Isla Norte         | 8.2           | sjeverna |
| Islote Mendoza     | 5.4           | sjeverna |
| Rocas Norte        | 3.4           | sjeverna |
| Islote Martinez    | 2.3           | sjeverna |
| Islotes Panailillo | 0,9           | sjeverna |
| Islote Cabezas     | 0,7           | sjeverna |

## Klima
Otoci imaju klimu tundre (ET) s obilnim oborinama. Temperature ostaju hladne do niske tijekom cijele godine.
| Klimatološki srednjaci za Diego Ramírez Islands (Isla Gonzalo) 42 m asl (1981–2010 normals) | Klimatološki srednjaci za Diego Ramírez Islands (Isla Gonzalo) 42 m asl (1981–2010 normals) | Klimatološki srednjaci za Diego Ramírez Islands (Isla Gonzalo) 42 m asl (1981–2010 normals) | Klimatološki srednjaci za Diego Ramírez Islands (Isla Gonzalo) 42 m asl (1981–2010 normals) | Klimatološki srednjaci za Diego Ramírez Islands (Isla Gonzalo) 42 m asl (1981–2010 normals) | Klimatološki srednjaci za Diego Ramírez Islands (Isla Gonzalo) 42 m asl (1981–2010 normals) | Klimatološki srednjaci za Diego Ramírez Islands (Isla Gonzalo) 42 m asl (1981–2010 normals) | Klimatološki srednjaci za Diego Ramírez Islands (Isla Gonzalo) 42 m asl (1981–2010 normals) | Klimatološki srednjaci za Diego Ramírez Islands (Isla Gonzalo) 42 m asl (1981–2010 normals) | Klimatološki srednjaci za Diego Ramírez Islands (Isla Gonzalo) 42 m asl (1981–2010 normals) | Klimatološki srednjaci za Diego Ramírez Islands (Isla Gonzalo) 42 m asl (1981–2010 normals) | Klimatološki srednjaci za Diego Ramírez Islands (Isla Gonzalo) 42 m asl (1981–2010 normals) | Klimatološki srednjaci za Diego Ramírez Islands (Isla Gonzalo) 42 m asl (1981–2010 normals) | Klimatološki srednjaci za Diego Ramírez Islands (Isla Gonzalo) 42 m asl (1981–2010 normals) |
| mjesec                                                                                      | sij                                                                                         | velj                                                                                        | ožu                                                                                         | tra                                                                                         | svi                                                                                         | lip                                                                                         | srp                                                                                         | kol                                                                                         | ruj                                                                                         | lis                                                                                         | stu                                                                                         | pro                                                                                         |                                                                                             |
| ------------------------------------------------------------------------------------------- | ------------------------------------------------------------------------------------------- | ------------------------------------------------------------------------------------------- | ------------------------------------------------------------------------------------------- | ------------------------------------------------------------------------------------------- | ------------------------------------------------------------------------------------------- | ------------------------------------------------------------------------------------------- | ------------------------------------------------------------------------------------------- | ------------------------------------------------------------------------------------------- | ------------------------------------------------------------------------------------------- | ------------------------------------------------------------------------------------------- | ------------------------------------------------------------------------------------------- | ------------------------------------------------------------------------------------------- | ------------------------------------------------------------------------------------------- |
| srednji maksimum, °C                                                                        | 9,5                                                                                         | 9,8                                                                                         | 9,2                                                                                         | 8,0                                                                                         | 6,6                                                                                         | 5,5                                                                                         | 5,3                                                                                         | 5,4                                                                                         | 6,1                                                                                         | 6,7                                                                                         | 7,6                                                                                         | 8,7                                                                                         |                                                                                             |
| srednja dnevna temperatura, °C                                                              | 7,6                                                                                         | 7,9                                                                                         | 7,2                                                                                         | 6,1                                                                                         | 4,8                                                                                         | 3,7                                                                                         | 3,5                                                                                         | 3,5                                                                                         | 4,1                                                                                         | 4,8                                                                                         | 5,7                                                                                         | 6,7                                                                                         |                                                                                             |
| srednji minimum, °C                                                                         | 5,6                                                                                         | 5,9                                                                                         | 5,1                                                                                         | 4,2                                                                                         | 2,9                                                                                         | 1,9                                                                                         | 1,6                                                                                         | 1,5                                                                                         | 2,1                                                                                         | 2,9                                                                                         | 3,6                                                                                         | 4,7                                                                                         |                                                                                             |
| oborine, mm                                                                                 | 136,8                                                                                       | 96,4                                                                                        | 111,0                                                                                       | 122,9                                                                                       | 114,1                                                                                       | 90,6                                                                                        | 89,4                                                                                        | 93,6                                                                                        | 76,6                                                                                        | 114,2                                                                                       | 114,5                                                                                       | 102,0                                                                                       |                                                                                             |
| oborine, dani                                                                               | 21,30                                                                                       | 17,68                                                                                       | 18,92                                                                                       | 17,50                                                                                       | 16,29                                                                                       | 15,71                                                                                       | 17,41                                                                                       | 17,96                                                                                       | 15,76                                                                                       | 19,01                                                                                       | 20,41                                                                                       | 18,84                                                                                       |                                                                                             |
| Izvor: Météo climat stats                                                                   |                                                                                             |                                                                                             |                                                                                             |                                                                                             |                                                                                             |                                                                                             |                                                                                             |                                                                                             |                                                                                             |                                                                                             |                                                                                             |                                                                                             |                                                                                             |

## Okoliš

### Važno područje za ptice
BirdLife International je otoke proglasio važnim područjem za ptice (IBA) zbog značajnih populacija morskih ptica koje se gnijezde. To uključuje kolonije zlatnouhih (Eudyptes chrysolophus) i žutouhih pingvina (Eudyptes chrysocome), sivoglavih (Thalassarche chrysostoma) i žutokljunih albatrosa (Thalassarche melanophris) te bjelogrlih zovoja (Halobaena caerulea).
Godine 2022. Ricardo Rozzi i sur. identificirali subantarktičku trnorepu (Aphrastura subantarctica) kao novu vrstu ptica endemsku za otočje Diego Ramírez. Subantarktičke jedinke prethodno su identificirane kao pripadnici vrste crnokapa trnorepa (Aphrastura spinicauda).

## Vanjske poveznice
|  | Zajednički poslužitelj ima još gradiva o temi Diego Ramírez (otočje) |